# Hössöhalvön
Hössöhalvön är en halvö belägen mellan Åkavik och Julöfjorden i sjön Åsnen i Kronobergs län. Halvön, som är en häradsallmänning, delas historiskt av socknarna Kalvsvik och Skatelöv samt Kinnevalds och Allbo härader i Värend. Platsen ligger ca 3 mil söder om Växjö där östra delen idag ingår i Växjö kommun och västra i Alvesta kommun. Söder om Hössöhalvön ansluter halvön Bjurkärr, som sedan 1950-talet är naturreservat. På västra Hössöhalvön ligger Agnäs naturreservat och öarna omkring Hössöhalvön ingår i naturreservatet Västra Åsnens övärld. I maj 2018 invigde kronprinsessan Victoria Åsnens nationalpark med närvaro av kommunalråden från de tre angränsande kommunerna och Naturvårdsverkets generaldirektör. Sverigeleden för cyklister (Helsingborg–Karesuando) passerar över Hössöhalvön. På kartor från 1600-talet omnämns Hössöhalvön som Billingsudde, med "bokträd samt skärvor och sten".

## Hössöhalvöns historia

### Sten- och bronsålder
Den vanligaste fornlämningen i området är fornåkrar med röjningsrösen. Därutöver finns mängder med andra typer av lämningar, bl.a. stenåldersboplatser, förhistoriska gravar, bebyggelselämningar, fångstgropar, kolbottnar, färdvägar, stenbrott och en stenvalvsbro.
Sannolikt kom de första bosättarna hit genom folkvandring via Åsnens sjösystem. Genom landhöjning och sjösänkningar i olika omgångar, bland annat 1839 med två fot, har kartan idag ett annat utseende än då. Spår av tidiga bosättningar finns på Hagstad Norregård, som tillhör Kalvsviksdelen. På gårdens tidigare storåker, sedan mitten av 1960-talet ett sommarstugeområde, finns resterna av en hällkista från yngre stenåldern (3000–1500 f.Kr.). Platsen kallas för Store Ör och jämte denna finns ett odlingsröse, benämnt Lille Ör.
Andra stenåldersfynd, såsom yxor, sländor och flintföremål, har också påträffats vid plöjning och annat åkerbruk. Hällkistan, som lags i nord-sydlig riktning, är 10 meter lång och 0,6 meter bred. Den är placerad i ett röse med en diameter på 14 meter och 0,6 meter högt. Rösets fot är belamrat med odlingsstenar, Riksantikvarieämbetets fornlämning nr. 56. Nordväst om Hagstad Norratorp finns i skogen en fornåker. Även närliggande Vrankunge by har gamla anor vilket styrks av tre hällkistor, två är i dåligt skick och den tredje är borttransporterad. Från bronsåldern vittnar ett 81 mm långt fragment av ett bronssvärd funnet 1869 på Hössöhalvön. Svärdsklingan har ett linsformat tvärsnitt utan ryggning. Det förvaras på Smålands museum i Växjö.

### Medeltiden
Under medeltiden fanns det två gårdar på Hössöhalvön; Hagstad som tillhörde biskopssätet i Kronobergs slott och det närliggande Agnäs som är ett gammalt prebendehemman och som tillhörde Sankta Anna klosterorden. Agnäs omnämns redan 1361.  Huvuddelen av Hössöhalvön var då en allmänning under Kinnevalds härad omfattande 1355 tunnland. Hagstad och Agnäs drogs in vid Gustav Vasas kyrkoreduktion av kyrkans egendom och betalade åren 1571 och 1613 särskild skatt vid Älvsborgs lösen. Hagstad har sedan medeltiden bestått av tomterna Norregården och Södregården.
Agnäs med närliggande gårdar i Vrankunge och gården Silkesnäs överlämnades 1573 av Johan III till ståthållaren Christoffer Andersson Grip i underpant för några penningar i guld som han försträckt kungens krigsfolk i Lifland. Den 17 mars 1649 donerades Huseby, Sunnanvik med intilliggande Bonäs och Agnäs till assessor Christopher Gyllengrip (Grip) (1617-1695) på Osby Kungsgård i Skatelöv socken. Agnäs blev senare säteri mellan åren 1660 och 1673. Sätesbyggnaden brann ned 1701 och någon ny karaktärsbyggnad återuppfördes inte. Agnäs blev därefter kornetts-, senare fänriks- och sergeantboställe under Smålands dragonregemente fram till mitten av 1800-talet och därefter kronoarrendegård till 1996 då Domänverket styckade gården i tre delar, varav den större delen blev naturvårdsområde. Agnäs brukades av fyra arrendatorer med ¼-dels mantal vardera under 1700 och 1800-talet.

### Säteriepoken (1600-talet)
Under stormaktstiden på 1600-talet var Sverige inblandat i många krig. Dessa påverkade levnadsförhållandena i socknarna med ständiga utskrivningar av soldater, dryga skatter och nya jordägare genom donationer. En av dessa var skotten William Man som 1621 fick Hagstad och Rävsjö samt torpet Skärvudden i Kalvsviks socken i donation med sätesprivilegier. Agnäs blev senare säteri mellan åren 1660 och 1673. Sätesbyggnaden brann ned 1701 och någon ny återuppfördes inte. En karaktärsbyggnad uppfördes i Hagstad under slutet av 1620-talet och ersattes först 1742 med två mindre mangårdsbyggnader. Sätesfriheten upphörde för Hagstads del i samband med donationen till Per Ulfsax på 1660-talet och båda gårdarna drogs in vid Karl XI:s reduktion på 1680-talet.
På Kalvsviks sockenkarta från 1645 var de utmärkta gårdarna på Hössöhalvön Hagstad, Agnäs och ett torpställe, några hundra meter öster om nuvarande Sirköbron vars namn varierat under seklerna; kronotorpet Billingsnäs, Billingsudden, Udden och slutligen Sundet. En senare karta över Kinnevalds härad år 1683 utvisar bl.a. två gårdar i Hagstad, Sundet, Kläcklinge, Skärvudden, Rävsjö, Silkesnäs och fyra gårdar i Vrankunge. Karta från 1697 utvisar även torpen Vevik och Bjurkärr (senare idag del av Åsnens nationalpark) i samband med att dessa avskildes till Huseby Jernbruk. Redan 1661 års karta omnämner hela Hössöhalvön som Billingsudde, med gårdarna Hagstad och Agnäs samt allmänningstorpet Sundet (även omnämnt i bostadslängder på 1630-talet).

### Kinnevalds västra häradsallmänning
När Sverige administrerades efter landskap, härader, socknar och byar hade bönderna inom varje enhet gemensamägd mark – allmänningar. Dessa områden, som från början var ett ingenmansland, kom med århundradenas lopp att bli alltmer värdefulla och tagna i bruk. Ingen vet säkert hur gammal allmänningen är, men man vet att häradsbegreppet är omnämnt redan i de medeltida landskapslagarna. Under århundradena har det varit tvistigheter om ägandet mellan staten och häradsborna.
Inom Kronobergs län har det funnits fem häradsallmänningar, varav de tre största var belägna i Kinnevalds härad. Alla häradsallmänningarna auktionerades ut av landshövdingen i Kronoberg under 1830-talet efter lantmäteriförrättning, uppdelning í gårdar och skatteläggning. Två av allmänningar förvärvades av Huseby bruk, omfattande delar av Hössöns häradsallmänning och Möcklehults häradsallmänning på gränsen mellan Jäts och Urshults socknar, den senare med en areal på 758 tunnland och lastplats/hamn vid Grimsvik.
Hössöhalvön bestod till största delen, sedan medeltiden och fram till 1840, av en häradsallmänning på nästan 700 hektar inkl. dispositioner till Hagstad, Agnäs och Huseby Bruk (allmänningetorpen Vevik och Bjurkärr). Det var inte ovanligt att allmänningar uppstod vid olika gränser, i detta fallet mellan Kinnevalds och Allbo härader. Enligt Kungliga Kammarkollegiets brev den 16 februari 1698 blev Vevik och Bjurkärr lagt till "Huseby Krono Jernbruk" såsom ersättning för bortminskade ägor under militären". Med omfattande privilegier blev 1689 bröderna Peter och Paul Rudebäck ägare till Huseby Bruk. Bruksrörelsen hade sedan 1670-talet varit i ödesmål efter en översvämning och drogs in vid Karl XI:s reduktion till kronan 1688. Då Peter Rudebäck varit regementskvartermästare vid Kronobergs regemente med Hagstad som löneboställe under senare delen av 1680-talet kände han sannolikt till platsen. Vevik kom att användas som lastplats för råvaror till bruket, främst sjömalm, kol, ved och lera som togs på allmänningen och i sjön Åsnen, både i Julöfjorden och Åkavik. Namnet Namnet Vevik har sannolikt med ved att göra (ve är dialekt för ved och benämndes på karta från 1690-talet för "Wedevik"). Där fanns då även ett lertag, kallat "Lervik". Bjurkärr kommer från bäver (bjur) och kärr. År 1730 skedde jordavskiljning med råmärken (gränsstenar) av torpen Vevik och Bjurkärr från häradsallmänningen, omfattande 200 tunnland och 18 kappeland. Resterande 1037 tunnland delades år 1837 i fyra jordlotter. Tre av dessa Hössögårdar förvärvades år 1840 av grevarna Hamilton på Huseby för en köpeskilling av 15 400 Riksdaler Banco, varefter bruket kom att inneha totalt 950 tunnland på Hössöhalvön. Det motsvarade 8 % av hela godsets jordinnehav år 1867. Arealmässigt var Bjurkärr betydligt större än Vevik, 125 tunnland och 31 kappeland, med i skatt och odlingshänseende var torpen lika stora. Båda torpen brukades vardera i början av 1800-talet av två torpare i hälftenbruk med gemensamma ladugårdar. Torpställena angavs särskilt när grevarna Hugo Didrik och Malkom Hamilton år 1814 förvärvade hela Huseby av sin far ryttmästaren Axel Hamilton som köpt godset 1792. År 1840 tillkom de norra, östra, mellersta och västra hössögårdarna med torpställen, se nedan.
Innan Hössögårdarna såldes på auktion vid Växjö landskontor år 1840 (det var innan residenset i Växjö byggdes 1848 - landshövdingen Carl Mörner bodde då i Kronoberg) fick de torpare som olovligen bosatt sig på häradsallmänningen flytta. Odlingen hade skett med svedjebruk och de låga husen var byggda av timmer från häradsskogen, enkla ryggåsstugor med jordgolv och tak av brädor och torv samt halmtäckta ladugårdar i skiftesverk. Många av dessa torp var från början av 1800-talet, små och i mycket dåligt skick. Torpen från slutet av 1700-talet var i bättre skick och några (Sundet och Wachttorpet/Nyatorp) hade skattelagt. Fler generationer hade brukat dessa torp som hade större odling och ersatt hus. En del stugor hade sk. "kolider" där den enda kon vistades vintertid då ladugårdarna var i för dåligt skick.
Häradet värderade byggnaderna, jordkällare, uppodling och stenmurar. Ersättning utgick från köpeskillingen från Hössögårdarna (som skulle betalas i tre rater) och utgick också till bönder i Odensjö och Valeryd skogslag för förlorat mulbete på allmänningen. De hade påkallat rättegång i samband med försäljningen. Auktionen, som därmed inte fick någon tidsutdräkt, utlystes i häradets alla kyrkor. Grevarna Hamilton, som köpte tre av gårdarna, lät därefter uppföra nya byggnader på flera av torpen. Torparna ägde således inte sina byggnader, vilket annars var vanligt. Arrendekontrakten var vanligtvis på åtta år.

### Husebytorpen och invånarantalet på Hössöhalvön vid slutet av 1800-talet
Privatiseringen 1840 av häradsallmänningen startade en omfattande nybyggnation de följande 20 åren. Flera enkla backstugor ersattes och nya hus uppfördes av grevarna Hamilton. Bland dessa kan nämnas Vackratorp, Brevik och Gropholmen. Torparna utförde 4-5 dagsverken varje vecka, därtill kvinnodagsverken, i Vevik samt leveranser av träkol och sjömalm till Huseby Järnbruk som avräknades från arrendet. Vevik odlades upp under senare delen av 1800-talet och början av 1900-talet.
Huseby kom vid mitten av 1800-talet att äga nio ursprungliga torplokaliseringar på Hössöhalvön, Bjurkärr och Vevik sedan år 1696/1730, och genom förvärv år 1840 av Mobergatorpet/Vackratorp, Brändahult/Stenvik och Vackttorpet/Nyatorp på Skatelövssidan samt fyra lokaliseringar, Sundet/Lilla Sundet, Gropholmen, Brevik och Vacttorpet/Nyatorp på Kalvsvikssidan. I de 12 stugorna kan det ha bott 70-80 personer. Det äldsta allmänningetorpet är Sundet vid Sunnanbron som idag ingår i nationalparken, Det återfinns i boskapslängder på 1630-talet och kartor år 1661. På den tiden hette Hössöhalvön Billingsudde, där "billing" är ett gammalt ord för tvilling - halvön delades mellan två härader och två socknar.
Antalet stugor på hela Hössöhalvön, om torp, backstugor och undantagsstugor, mangårdar (Julås och Järnsmedbacken), arrendatorsboställen/kronogårdar (Hagstad och Agnäs) och rättarebostället (Vevik) beräknas, uppgick till drygt 30 bostäder vid slutet av 1800-talet. Invånarantalet i dessa kan uppskattas till närmare 200 personer, flertalet sannolikt barn. Många emigrerade till Amerika. Idag bor det omkring 10 personer permanent inom samma område på 6 ställen. Sommartid är det betydligt fler. År 2008 finns det 15 hus som är äldre än 100 år på Hössöhalvön, varav 10 av dem är mer än 150 år gamla.

### 1900-talet
Århundradet präglades inledningsvis av ägarna till Huseby och senare Torne Gård som var stora jordägare med många torpställen på halvön. En delning skedde av Hagstad i Norregård och Södergård, den senare inropades på auktion 1902 av J S F Stephens till Huseby och Norregården förvärvades 1907 av två lokförare från Älmhult (Möllerberg och Johansson). Från Hössö Norregård (fd häradsallmänningan) avstyckades 1910 Kilalyckan (del av nuvarande Hagstad Granelund). Hagstad Norregård styckades i tre delar 1916 (Norregården, Almelund och ett större markområde, inkl. Norratorp och Gubbalyckan som var undantag för gamla arrendatorer i Hagstad, som tillfördes Kilalyckan (nuvarande Granelund) i samband med att lokförarna sålde gården. Norratorp avskildes 1923 till torparen. Ett sommarstugeområde med 20-talet tomter avstyckades från Norregården på 1960-talet. Agnäs privatiserades (tillhörde Domänverket) på 1990-talet i tre delar, varav en del blivit naturreservat.
Skogsarbete blev en vanlig syssla för tidigare torpare och småbrukare på Hössöhalvön fram till 1960-talet. Skogsarealen m.m. på den tidigare häradsallmänningen kom att ärvas av mellandottern till brukspatronen J S F Stephens på Huseby Bruk, Mary Stephens till Torne gård, som då också inkluderade Lästad säteri, på 1930-talet och är idag huvudsakligen sammanhållen under en annan privat ägare.
Det kom att etableras närmare 30 torp, backstugor och undantagsstugor under kronogårdarna Hagstad och Agnäs, på häradsallmänningen samt Hössögårdarna Julås och Järnsmedbacken på en sammantagen areal av drygt 800 hektar. Detta skedde främst under början och mitten av 1800-talet och speglade den tidens befolkningsökning.
Det finns än idag ett flertal gamla timmerhus på halvön. Den stora mangårdsbyggnaden i Agnäs är uppförd 1854, Järnsmedbacken 1857och Julås på 1853. Äldst är torpstället Hallen där loftstugan byggdes 1832 av fd. dragonen Johan Krok från Tjugoboda i Kalvsvik, arbetarbostaden i Vevik uppfördes 1838 och rättarebostaden där på 1850-talet av Paul Carlsson. Stenvik, också uppfört av Paul Carlsson, är byggt omkring 1841 (avstyckades 2007 från Vevik). Arrendatorshuset i Hagstad Södregård är byggt 1846 och genuint behållet med timmerväggarna framtagna invändigt (används idag som sommarstuga) och undantagsstugan omkring 1870. Andra äldre torpstugor är Vackratorp (1840), Mattistorpet i Bjurkärr som uppfördes av gammalt timmer på 1830-talet och har därefter byggts till. Torpstugan i Hagstad Norratorp är från 1860-talet då stället tillkom genom svedjebruk. Vrankunge hembygdsstuga är en ryggåsstuga från slutet av 1700-talet som ursprungligen stått i Agnäs. Sammantaget finns det 12 hus från främst mitten och senare delen av 1800-talet på Hössöhalvön. Flera av husen uppfördes av Carl Påhlsson (f. 1787, bl.a. Vevik och Stenvik) och hans son Påhl Carlsson (f 1810 som bl.a. uppförde och under ca 20 år ägde Järnsmedbacken).

## Gårdar och bebyggelse på Hössöhalvön

### Officers- och kronoboställen på1700-talet
Hössöhalvön dominerades av den skogrika häradsallmänningen och två kronogårdar, Hagstad och Agnäs, som tillsammans brukades av sex eller sju arrendatorsfamiljer. Hagstad innehades (beboddes i undantagsfall) av regementskvartermästare, kaptener och majorer från 1685 till ca 1800. Den förste regementskvartermästaren var Petter Rudebeck, senare innehavare av Huseby tillsammans med brodern, häradshövdingen Paul Rudebeck. Innehaven var vanligtvis korta på grund av krigen och karriärgången för officerarna. Agnäs blev fänriksboställe och innehades också av sergeanter fram till slutet av 1800-talet.
Regementskvartermästare var en genomgångstjänst och de stod i tur att bli kapten och kompanichef. Karl XII:s krig medförde också en snabb befordringsgång. Agnäs blev fänriks- och sergeantsboställe under Smålands dragonregemente.

### Kronoarrendegårdar och Husebydomän på1800-talet
Efter tiden som officersboställe blev Hagstad och Agnäs kronoarrendegård. Under 1800-talet utarrenderade kronan många officersboställen då officerarna fick kontant lön istället för avkastning från jordbruket vid sina boställen. Hagstad var den största gården i Kalvsviks socken som Kronobergs regemente arrenderade ut under 1850-talet. Agnäs blev kvar i Domänverkets ägo fram till 1990-talet.

### Hössögårdarna
Genom beslut den 19 november 1828, den 7 september 1836, efter uppmätningar den 17 mars och den 28 juli 1837 med förslag den 24 september 1837 samt skatteläggning 1839 delades häradsallmänningen upp i fyra hemmansdelar om vardera 1/4–dels mantal, totalt ett helt mantal, med en sammantagen areal av 1037 tunnland.
Gårdarna var/är
- Hössö Norregård.
- Hössö Mellangård
- Hössö Östregård
- Hössö Västregårdarna är Järnsmedbacken (var tidigare torpstället Järnsmedslund från slutet av 1700-talet) och Julås med torpen Fredrikshamn (idag sommarstuga), Fällan och Hönet.

De tre först nämnda gårdarna förvärvades på auktion 1840 av grevarna Hamilton på Huseby och Hössö Västregård initialt av fyra bönder från Skatelöv och Västra Torsås. Före auktionen hade häradet värderat och lämnat ersättning för de små uppodlingar (svedjebruk) och enkla hus som brukare olovligen etablerat på allmänningen, flertalet från slutet av 1700-talet.

### Pengar till brobyggnationer
Vid försäljningen av häradsallmänningen uppstod givetvis en diskussion om hur man skulle förfara med försäljningsintäkten. Ägare var de som i häradet hade i mantal satt jord och omfattade således inte de jordlösa torparna, statare, hantverkare m.fl. Det var flera hundra gårdsägare som hade intresse i saken, vilket innebar att försäljningen utlystes från ett stort antal predikstolar i häradets kyrkor. Jordägarna hade givetvis sett en utskiftning bland dem, men detta förhindrades genom Kongl. Maj-t:s nådiga brev den 28 juni 1838 uttalade att medlen skulle tillföras häradets kassa. Greve Posse till Bergkvara föreslog att ¾-delar av köpeskillingen skulle avsättas till brobyggnadskassan och resterande lånas ut mot säkerheter. Därmed kom viss finansiering till byggande av norra Sirköbron (även kallad Sunnanbron) år 1853, norra Kläcklingebron (invid Kläcklinge Nabben 1851 - den andra Kläcklingebron mot Sirkön byggdes 1937 ff genom AK-arbeten) och ev. även till den halva av Torne bro (invigd 1884 ) som gränsar mot Skatelövs Kinnevaldsdel, d.v.s. östra sidan av Skatelövsfjorden. Statsbidrag utgick sannolikt också.